# Arrietabaso
L'Arrietabaso est une montagne située en Biscaye, en Pays basque (Espagne) culminant à 1 011 mètres d'altitude et appartenant au massif d'Eskuagatx, ce dernier étant son point culminant.
Cette montagne est aussi connue sous les noms Ezkumendi, Kanaleko et enfin Errialtabaso.

## Étymologie
Comme l'indique son nom, arri signifiant « pierre » en basque, eta « et », et baso « forêt », l'Arrietabaso est la montagne des « pierres et forêt ».

## Géographie
Son paysage est composé de forêts de chênes atlantiques et d'aubépines monogyne, forêt que l'on rencontre sur des terrains rocailleux et calcaires. Comme ses voisines, les montagnes qui composent le massif d'Anboto et le massif d'Aramotz, l'Arrietabaso est une immense zone de calcaire corallien très compact et de couleur gris clair, contenant des fossiles de coraux récifaux massifs et de coquillages de la sous-classe Heterodonta (grand mollusque en forme de coupe) et de la famille Ostreidae. Avec eux il forme les montagnes du Durangaldea, aussi connues comme la « petite Suisse ». Elles se trouvent dans le parc naturel d'Urkiola.
Le massif d'Eskuagatx relie Urkiola au massif d'Aramotz par une série de petits sommets dont le plus haut est l'Arrietabaso. Il forme un important complexe karstique qui complète celui du massif d'Aramotz.

## Ascension

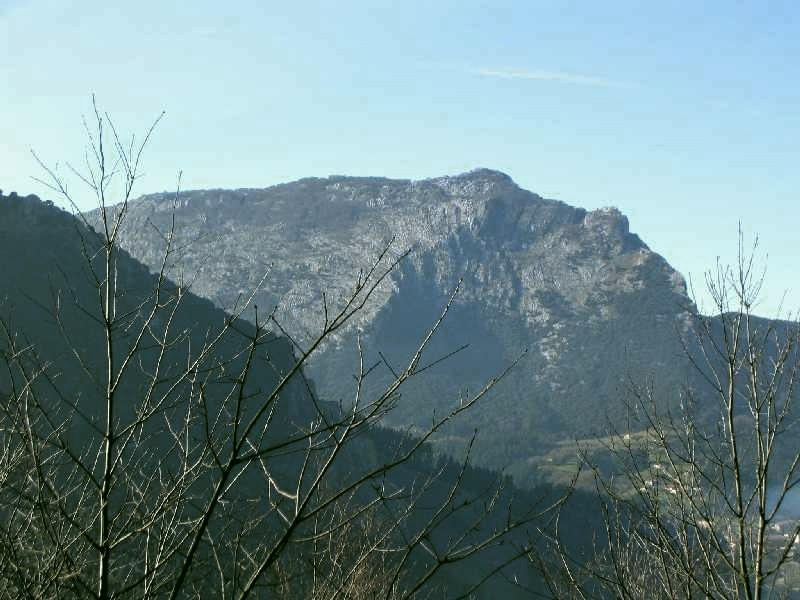
Arrietabaso, vu depuis la face nord.

L'ascension de cette montagne est un peu ennuyeuse car la marche s'effectue entre les rocailles et les arbres. La récompense est faible puisqu'au sommet, entre les arbres, le panorama est peu intéressant.
Sa face nord s'élève, défiant le village de Mañaria qui ferme la vallée sur sa droite, et s'unit au Saibigain, et via celui-ci à Urkiola, par les cols d'Akerrale et d'Iturriotz. Son versant sud est beaucoup moins abrupt, descendant vers la vallée d'Arratia, et abrite des endroits comme la grotte de Baltzola et l'arche de pierre connue comme Zubi Gentil (« pont des Gentils » en basque).
L'ascension vers l'Arrietabaso s'effectue principalement depuis trois lieux différents, à l'exception de la face nord abrupte qui ne permet pas une route normale. Sinon les départs se font à partir de Mañaria, d'Urkiola ou de Dima :
- depuis Mañaría : monter jusqu'au col d'Olarreta et se diriger vers la gauche pour chercher le sommet. On peut aussi arriver jusqu'à la fin de la vallée d'Urkuleta et de là atteindre le col d'Akelarre pour suivre la route qui vient d'Urkiola.
- depuis Dima : aller par l'ermitage de San Lorenzo et continuer ensuite en longeant la cime du Basabil jusqu'à arriver au col d'Olarreta où on prendra la route précédemment indiquée. On peut aussi passer par les grottes Baltzola et de Zubi Gentil (pont des Gentils). En traversant les grottes on arrive jusqu'à l'ermitage de San Lorenzo d'où nous suivrons la route déjà expliquée.

Temps d'accès :
- Urkiola (2 h 20 min) ;
- Mañaria (2 h 15 min) ;
- Dima (2 h, par Baltzola) ;
- Dima (2 h, par San Lorenzo).